# MiM-Museum in Motion
Il MiM-Museum in Motion è una galleria dedicata alle opere di arte moderna situata nel comune di San Pietro in Cerro, in Provincia di Piacenza. Ospita una collezione d'arte contemporanea che supera gli ottocento pezzi, le opere di pittura, grafica, scultura e installazione vengono esposte a rotazione nello spazio del sottotetto del Castello di San Pietro in Cerro.

## Storia
La galleria, aperta nel 2001, è nata in seguito al progetto cominciato oltre dieci anni fa per volontà del proprietario del castello Franco Spaggiari con la collaborazione  della fondazione D'Ars-Oscar Signorini Onlus di Milano e con il contributo del critico d'arte Pierre Restany.
Particolare attenzione è dedicata alle opere di artisti piacentini, pittori:  Armodio, Carlo Bertè, Gustavo Foppiani, Romano Tagliaferri, Alberto Gallerati, Cinello Losi, Ludovico Mosconi, Luciano Spazzali e William Xerra; scultori: Sergio Brizzolesi, Francesco Perotti, e Giorgio Groppi. L'artista Marcello Grottesi ha donato 2 opere al MIM nel 2012 dopo la sua antologica al Palazzo della Pretura a Castell'Arquato.
In una delle due torri è allestita la sezione dedicata ai lavori di BOT (pseudonimo di Osvaldo Barbieri "Terribile"), futurista piacentino.